# Herbertus arcticus
Herbertus arcticus là một loài rêu tản trong họ Herbertaceae. Loài này được (Inoue & Steere) Schljakov miêu tả khoa học lần đầu tiên năm 1982.